# Diósgyőri VTK

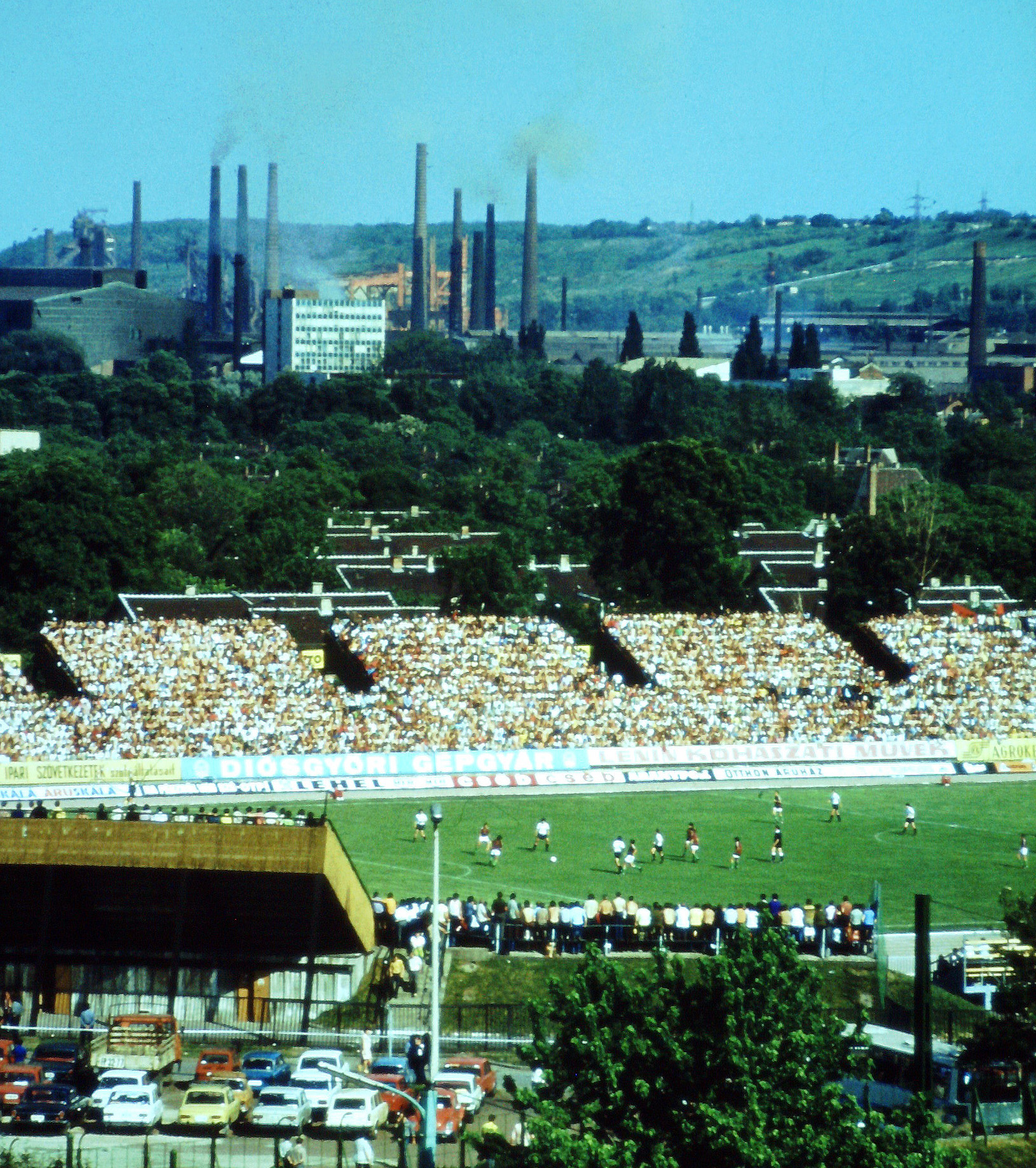
Un partido internacional en 1979.

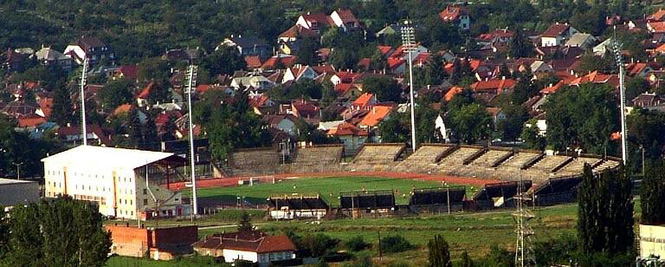
El Diósgyőri Stadium en Diósgyőr, Miskolc.

El Diósgyőri Vasgyárak Testgyakorló Köre (en español: Círculo de Práctica Corporal de la Ferretería de Diósgyőr), conocido simplemente como Diósgyőri VTK es un club de fútbol Húngaro de la ciudad Miskolc fundado en 1910. El club juega actualmente en la NBI y disputa sus partidos como local en el DVTK Stadion. Cuenta con una gran base de aficionados y uno de los promedios de asistencia más altos de la liga húngara.

## Historia

### Era dorada

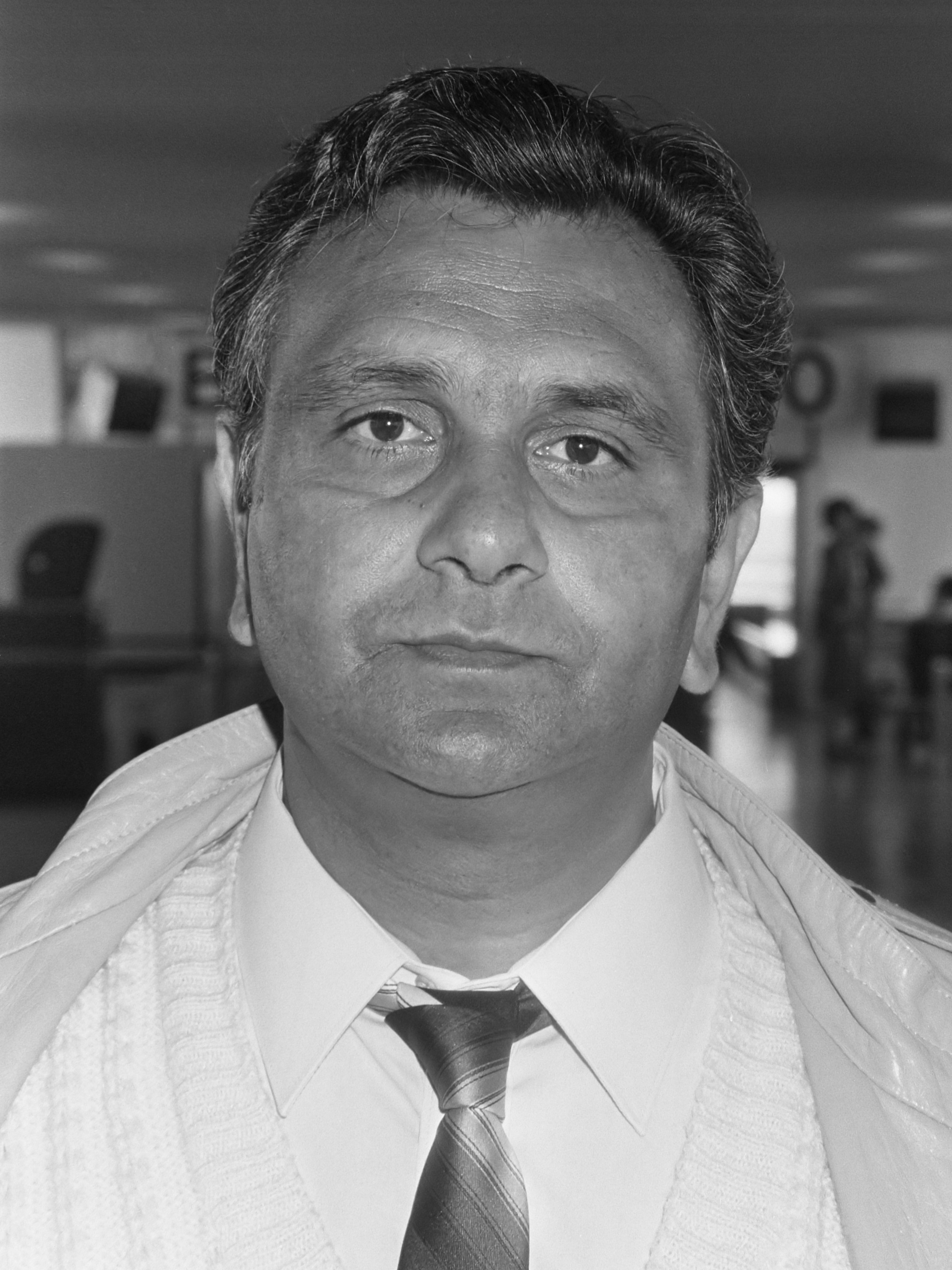
József Verebes (conocido como El Mago) dirigió al Diósgyőr en 1996.

1974-1984: Durante ese tiempo, el Diósgyőr acarició la gloria, para luego recaer en la segunda división. Jugadores de la talla de Veréb, Tatár, Salamon, Oláh, Borostyán, Fekete, Fükő, Váradi, Teodoru y muchísimos más, eran hombres que podían hacer lo que sea por una victoria. Esos jugadores introdujeron al Diósgyőr en el mapa futbolístico de Europa.
La temporada 1976-77 no fue muy buena: en 34 partidos, el equipo logró apenas 36 puntos, por lo tanto finalizó 10.º. Pero en la Copa Húngara, el equipo logró ir sumando victorias, y así coronarse como campeón.
El equipo ganó, de nuevo, la Copa Húngara en 1980, y llegó a la final en 1981, donde solo consiguieron lograr la medalla de plata.
En la temporada 1978-79, el equipo logró el gol número 1000, la 800° victoria en primera división y la medalla de bronce. En esos momentos, el estadio se llenaba con alrededor de 25 a 30 miles de fanes. El equipo que ganó la medalla de bronce: Veréb-Szántó, Salamon, Váradi, Kutasi-Oláh, Tatár,Görgei-Borostyán, Fükő, Fekete
Después de ganar la copa en 1977, Diósgyőr jugó la Recopa de la UEFA. Su primer oponente fue Besiktas. En el primer partido, el equipo cayó derrotado por 2-0. A pesar de eso, 20 000 fanes asistieron al segundo partido, donde Diósgyőr ganó 5-0, y avanzó a la segunda ronda. Luego Diósgyőr debió jugar frente al mejor equipo de Europa del momento, el Hajduk Split. Diósgyőr perdió ambos partidos por 2-1.
Dos años después, disputó la Copa UEFA. Primero Rapid Wien y luego Dundee United fueron eliminados, pero el Kaiserslautern era demasiado. En ese tiempo, los diarios ingleses escribieron: Diósgyőr es uno de los mejores equipos de Europa.
En 1980, DVTK disputó de nuevo la Recopa de la UEFA, pero el Celtic venció con un global de 7-2. Luego de eso, una era cerró en Miskolc.

### Años 1990
Luego de ganar la copa, el equipo pasó siete años en la segunda división. El cambio llegó cuando vino el técnico Barnabás Tornyi, porque al año siguiente de haber tomado el cargo, el equipo volvía a la NB1. Con este mismo entrenador, el equipo logró clasificar a la Copa Intertoto de la UEFA, y vencer al FTC y al Újpest FC. Los dueños del club querían hacer fútbol sin plata, y, al llegar el año 2000, el club desapareció por bancarrota.

### Años 2000

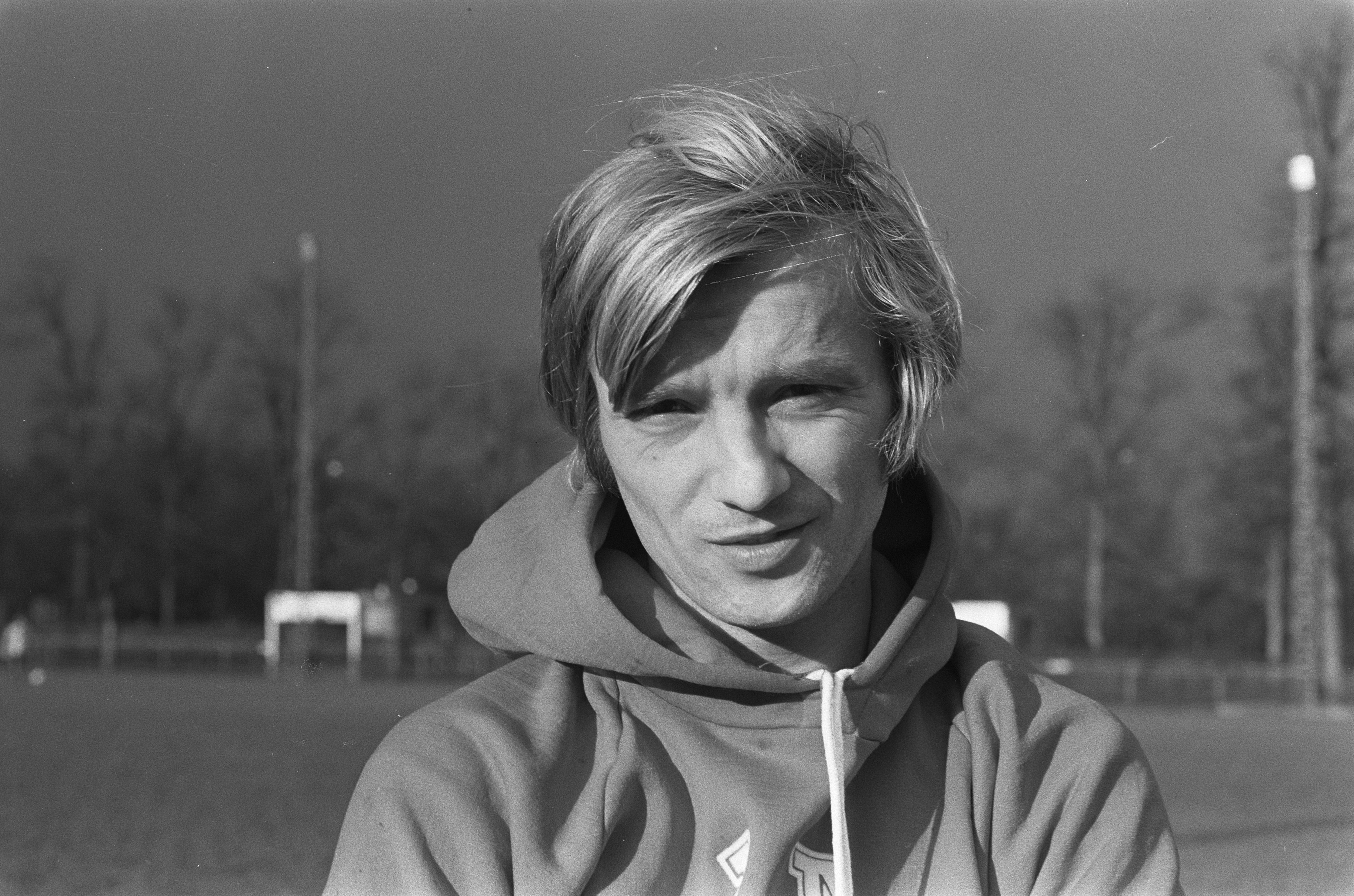
La leyenda del Ferencváros, Zoltán Varga entrenó al Diósgyőr en el 2000.

Después del fin del club, los fanes lograron re-fundar el club, con la ayuda de Bőcs Sport Club, Borsod Volán SE, y el gobierno de Miskolc. El resultado: el equipo estaba en la máxima división de nuevo para 2004 (donde actualmente sigue). En 2004, el club se fusionó con el Siófok Balaton FC y cambió su nombre a Diósgyőri Balaton FC (Diósgyőr y Balaton se encuentran a una distancia aproximada de 300 km). Luego de ser comprado por un nuevo dueño, el equipo volvió a ser Diósgyőri VTK. El actual dueño del club es la empresa constructora Szeviép, de Szeged.
Por supuesto, el nombre DVTK no solo significa fútbol en Miskolc. Después de 1990, los diferentes deportes quedaron fundados en diferentes clubes:
- Básquet femenino: DKSK 1990-2007 Misi-DKSK 2007-
- Lucha: DBC (Diósgyőri Bírkózó Club)
- Handball masculino: DKC (Diósgyőri Kézilabda Club) 2002-
- Fútbol: DFC (Diósgyőr Football Cub) 1992-2001 (after 2002: again DVTK)

## Nombres oficiales a lo largo del tiempo
- Diósgyőri VTK (Diósgyőri Vasgyárak Testgyakorló Köre) 1910-1938
- Diósgyőri MÁVAG SC (Diósgyőri Magyar Állami Vagon- és Gépgyár Sport Clubja) 1938-1945
- Diósgyőri VTK 1945-1951
- Diósgyőri Vasas 1951-1956
- Diósgyőri VTK 1956-1992
- Diósgyőr FC (Diósgyőri Futball Club) 1992-2001
- Diósgyőri VTK 2001-2004
- Diósgyőri Balaton FC (al fusionarse con Balaton FC, luego Diósgyőri VTK-BFC) 2004-2005
- Diósgyőri VTK 2005-

## Directiva deportiva
- Entrenador del equipo: Miklós Benczés
- Entrenador de arqueros: György Veréb
- Masajeador: Ferenc Hajba
- Doctor del equipo: Dr. Alfréd Forgács

## Diósgyőri VTK "B"
Esta filial disputa la tercera división húngara. Los jugadores que no juegan en el primer equipo, usualmente juegan en este.

Los jugadores regulares del equipo: Tibor Bokros, Csaba Czövek, Tamás Csorba,
Szabolcs Horváth, Michel Kánya, József Kaponyás, Ádám Kovács, László Lindák, Gábor Nagy, Béla Németh, Dénes Németh
Técnico:  Károly Földesi

## Palmarés

### Nacional
- Liga de Hungría:

Tercer lugar (1): 1979
- Copa de Hungría (2): 1977, 1980
- Copa de la liga de Hungría (1): 2014

## Historia en Europa
El mejor período, en cuanto a competiciones domésticas, al finalizar los '70s, ubicó al club en varias competiciones internacionales. El equipo participó de la Recopa de Europa 1977-78, eliminando al Beşiktaş J.K., de Turquía, en la primera ronda por un global de 5-2, pero cayendo ante el Hajduk Split, en ese momento de Yugoslavia, por 3-4 en penales al empatar 3-3 en el global.
Dos años después participaron de la Copa de la UEFA 1979-80. Allí eliminaron al SK Rapid Wien por un global del 4-2 en la primera ronda, al Dundee United F.C. por 4-1 en la segunda, pero quedando eliminados aparatosamente frente al alemán 1. FC Kaiserslautern, tras perder por 8-1 en el global, en los octavos de final. Esta fue, hasta ahora, la única participación en la Copa UEFA por parte del equipo.
Participarían, nuevamente, de la Recopa de la UEFA el año siguiente, en 1980-81, donde caerían derrotados en la ronda previa frente al Celtic FC, por 7-2 global. esta fue la última participación internacional en 18 años.
En 1998, el club volvería a los planos internacionales para jugar la Copa Intertoto de la UEFA de 1998. Allí eliminaron al Sliema Wanderers F.C., de Malta, por 5-2 global en la primera ronda, pero serían derrotados por el Altay SK, de Turquía, por 2-1 global en la segunda ronda. Esta fue la última participación internacional, hasta el momento, del equipo.

### Recopa de Europa de fútbol
| Temporada | Competición               | Ronda      | Rival          | Local | Visitante | Global    |
| --------- | ------------------------- | ---------- | -------------- | ----- | --------- | --------- |
| 1977–78   | European Cup Winners' Cup | 1          | Beşiktaş JK    | 5–0   | 0–2       | 5–2       |
| 1977–78   | European Cup Winners' Cup | 2          | Hajduk Split   | 2–1   | 1–2       | 3–3 (aet) |
| 1980–81   | European Cup Winners' Cup | Preliminar | Celtic Glasgow | 2–1   | 0–6       | 2–7       |

### Copa Intertoto de la UEFA
| Temporada | Competición               | Ronda | Rival            | Local | Visitante | Global |
| --------- | ------------------------- | ----- | ---------------- | ----- | --------- | ------ |
| 1998      | Copa Intertoto de la UEFA | 1     | Sliema Wanderers | 2–0   | 3–2       | 5–2    |
| 1998      | Copa Intertoto de la UEFA | 2     | Altay Izmir      | 0–1   | 1–1       | 1–2    |

### UEFA Europa League
| Temporada | Competición        | Ronda            | Rival                | Local | Visitante | Global |
| --------- | ------------------ | ---------------- | -------------------- | ----- | --------- | ------ |
| 1979-80   | Copa UEFA          | 1                | SK Rapid Wien        | 3–2   | 1–0       | 4–2    |
| 1979-80   | Copa UEFA          | 2                | Dundee United FC     | 3–1   | 1–0       | 4–1    |
| 1979-80   | Copa UEFA          | 3                | 1. FC Kaiserslautern | 0–2   | 1–6       | 1–8    |
| 2014–15   | UEFA Europa League | Clasificatoria 1 | Birkirkara           | 2–1   | 4–1       | 6–2    |
| 2014–15   | UEFA Europa League | Clasificatoria 2 | Litex Lovech         | 1–2   | 2–0       | 3–2    |
| 2014–15   | UEFA Europa League | Clasificatoria 3 | Krasnodar            | 1–5   | 0–3       | 1–8    |

#### Resultados totales internacionales
| Competition                  | PJ | G  | E | P | GF-GC | Dif. |
| ---------------------------- | -- | -- | - | - | ----- | ---- |
| Recopa                       | 6  | 3  | 0 | 3 | 10-12 | -2   |
| Copa UEFA/UEFA Europa League | 12 | 7  | 0 | 5 | 19-23 | -4   |
| Copa Intertoto               | 4  | 2  | 1 | 1 | 6-4   | +2   |
| TOTAL                        | 22 | 12 | 1 | 9 | 35-39 | -4   |

### Récord Ante Países de Oposición
| País       | J  | G  | E | P | GF | GC | GD |
| ---------- | -- | -- | - | - | -- | -- | -- |
| Austria    | 2  | 2  | 0 | 0 | 4  | 2  | +2 |
| Bulgaria   | 2  | 1  | 0 | 1 | 3  | 2  | +1 |
| Alemania   | 2  | 0  | 0 | 2 | 1  | 8  | -7 |
| Malta      | 4  | 4  | 0 | 0 | 11 | 4  | +7 |
| Rusia      | 2  | 0  | 0 | 2 | 1  | 8  | -7 |
| Escocia    | 4  | 3  | 0 | 1 | 6  | 8  | -2 |
| Turquía    | 4  | 1  | 1 | 2 | 6  | 4  | +2 |
| Yugoslavia | 2  | 1  | 0 | 1 | 3  | 3  | 0  |
| Totals     | 22 | 12 | 1 | 9 | 35 | 39 | -4 |

## Resultados en la primera división
| Temporada | Posición final    | Temporada | Posición final | Temporada | Posición final | Temporada | Posición final |
| --------- | ----------------- | --------- | -------------- | --------- | -------------- | --------- | -------------- |
| 1940      | 6.º               | 1941      | 8.º            | 1942/43   | 12.º           | 1943/44   | 11.º           |
| 1945/46   | 6.º               | 1950      | 8.º            | 1951      | 11.º           | 1952      | 13.º           |
| 1954      | 9.º               | 1955      | 12.º           | 1957/58   | 9.º            | 1958/59   | 9.º            |
| 1959/60   | 5.º               | 1960/61   | 14.º           | 1963      | 11.º           | 1964      | 14.º           |
| 1966      | 9.º               | 1967      | 7.º            | 1968      | 13.º           | 1969      | 13.º           |
| 1970      | 4.º               | 1970/71   | 12.º           | 1971/72   | 12.º           | 1972/73   | 15.º           |
| 1974/75   | 11.º              | 1975/76   | 14.º           | 1976/77   | 10.º           | 1977/78   | 6.º            |
| 1978/79   | Medalla de Bronce | 1979/80   | 12.º           | 1980/81   | 15.º           | 1981/82   | 14.º           |
| 1982/83   | 9.º               | 1983/84   | 16.º           | 1991/92   | 14.º           | 1992/93   | 13.º           |
| 1997/98   | 11.º              | 1998/99   | 8.º            | 1999/00   | 16.º           | 2004/05   | 9.º            |
| 2005/06   | 8.º               | 2006/07   | 9.º            | 2007/08   | 13.º           |           |                |

## Exjugadores famosos
- Ferenc Salamon
- Ferenc Oláh
- Zoltán Vitelki
- Mihály Tóth
- Attila Kuttor
- Július Nôta
- Róbert Rácz
- Vilmos Sebők
- László Kiser
- Ferenc Horváth
- Vilmos Vanczák
- Sándor Kulcsár
- József Dzurják
- Gábor Egressy
- Paco Gallardo
- Tibor Tisza